# الشعيبة (وضرة)

تعديل مصدري - تعديل

الشعيبة هي إحدى قرى عزلة دعقين والحناك بمديرية وضرة التابعة لمحافظة حجة، بلغ تعداد سكانها 44 نسمة حسب تعداد اليمن لعام 2004.